# Coevolução
A coevolução tem como uma de suas definições a de processo onde conforme ocorre a evolução simultânea de duas ou mais espécies o parasita e o hospedeiro que têm um relacionamento ecológico próximo.
Charles Darwin já havia mencionado sobre as interações evolutivas entre plantas e insetos em sua obra a origem das espécies, porém o termo coevolução foi utilizado pela primeira vez por Paul Ehrlich e Peter H. Raven na descrição sobre influências que plantas e insetos herbívoros têm sobre a evolução um do outro. Eles notaram que os compostos secundários produzidos por uma planta determinam o uso desta planta como alimento por borboletas. Dessa forma, a diversidade de plantas e dos compostos secundários produzidos por elas contribuem para a diversificação de borboletas e vice-versa.
Não existe um consenso geral sobre a definição de coevolução. Porém estudos demonstram a importância do mesmo para a condução de características evolutivas nas estruturas e funções das comunidades ecológicas, bem como na dinâmica das doenças infecciosas.

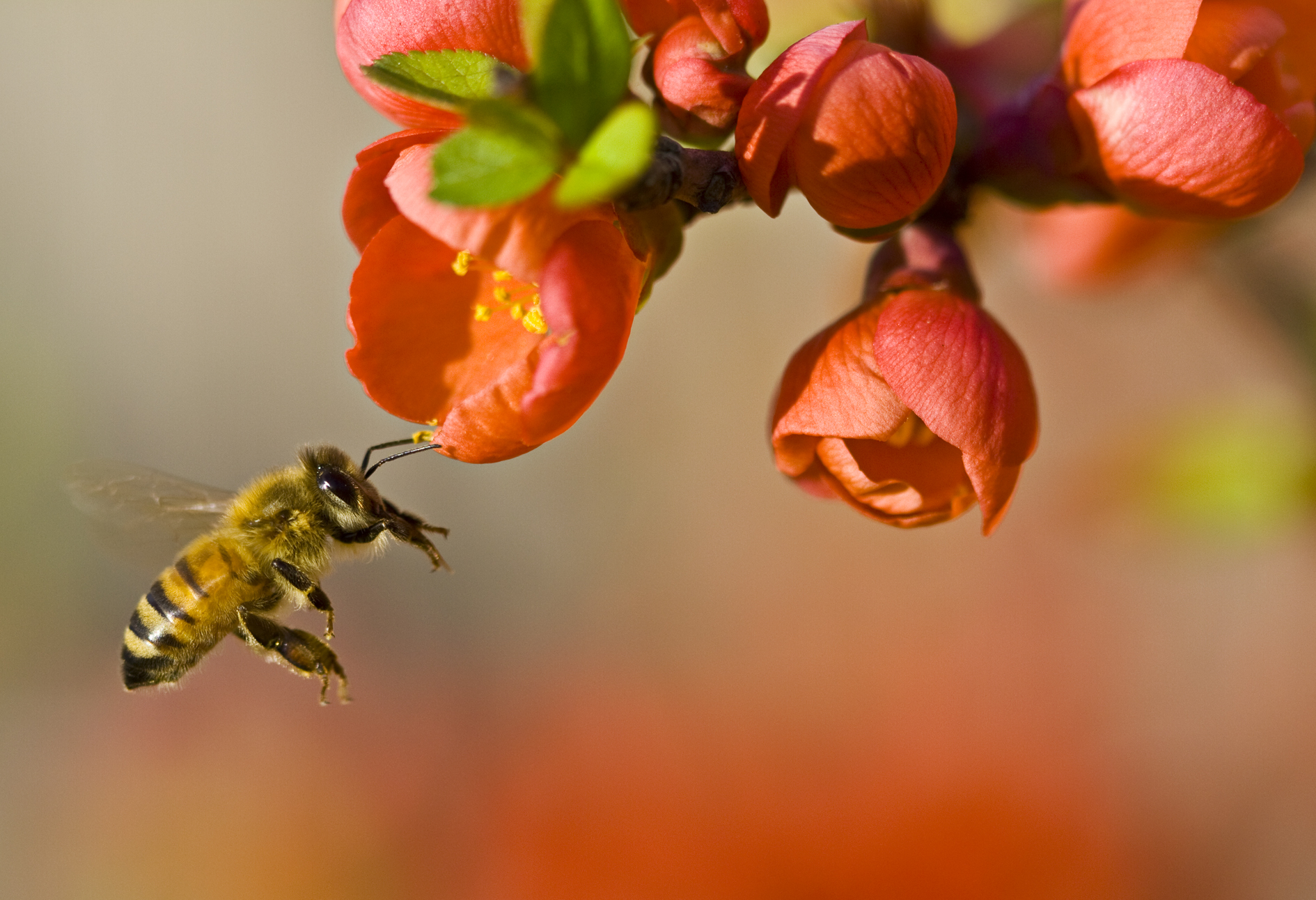
Polinização realizada pela abelha.

Cada parte de uma relação coevolutiva exerce pressão em outra, e por sua vez, afetando a evolução de outro e em muitos casos essas pressões seletivas conduzem uma corrida armamentista evolutiva entre as espécies envolvidas.
Ainda é percebido que não existe apenas a possibilidade de coevolução apenas em partes específicas, ou seja, entre dois grupos de espécies. Embora diversos exemplos citem exclusivamente uma via de mão dupla relacionado a coevolução, é notável que de muitas maneiras ela não afeta apenas dois grupos que interagem, mas sim todo o sistema envolvido. Por exemplo, em um caso de coevolução difusa ocorre o fenômeno de mudança evolutiva recíproca entre grupos, não apenas entre pares, isso ocorre por meio de pressões seletivas sobre grupos de diferentes espécies. Ademais, o critério de especificidade é amplo de forma que uma determinada característica em uma ou mais espécies pode evoluir em resposta a uma característica ou conjunto delas em várias outras espécies, por exemplo, como ocorre entre plantas e insetos polinizadores diferentes e sem relação entre si.

## Mutualismo
A coevolução é a evolução de duas ou mais espécies que se afetam mutuamente, tipicamente criando uma relação mutualista entre as espécies. As espécies que interagem mutualisticamente não contribuem propositalmente com o sucesso reciproco, em vez disso, exploram umas as outras como recurso. Por sua vez tais relacionamentos podem ser de muitos tipos diferentes.

## Plantas floridas
As flores apareceram e se diversificaram de forma repentina, criando o que Charles Darwin descreveu como o "mistério abominável" em relação a como evoluíram tão rapidamente. Ele considerou que a coevolução poderia ser a explicação. Ele mencionou pela primeira vez a coevolução como uma possibilidade em sua obra a origem das espécies, e desenvolveu o conceito ainda mais na fertilização de orquídeas.

## Coevolução específica
Fenômeno caracterizado pela evolução de duas especificas onde uma espécie responde a outra.

### Predador e presa

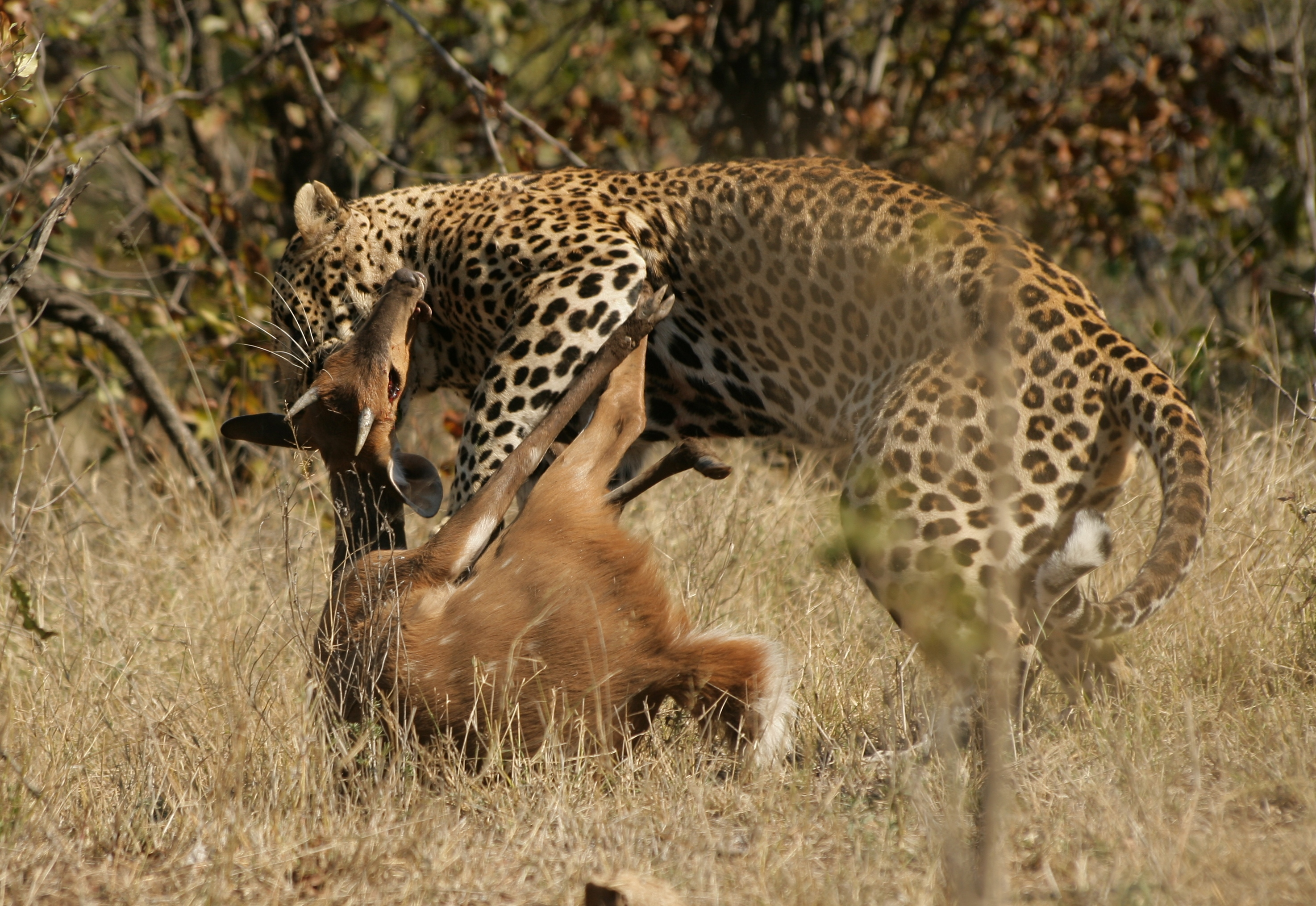
Predador e presa: Leopardo matando uma gazela

Predadores e presas interagem intimamente e dessa maneira estão associados no fenômeno da coevolução, predador para tentar pegar a presa de forma mais eficaz e a presa para escapar. A coevolução dos dois impõe pressões seletivas mutuamente. Isso muitas vezes leva a uma corrida armamentista evolutiva entre presas e predadores. Em decorrência desse fenômeno, a predação tem recebido destaque por exercer uma importante posição em relação a moldagem da evolução de características, além de ser responsável por outros fatores de grande importância como na distribuição, abundância e diversidade de espécies em um habitat.
Em um modelo de interação entre plantas e insetos, qualquer planta que desenvolva uma substância química que é repelente ou prejudicial a insetos será favorecida. Em contrapartida, numa comunidade onde essa característica propague para as próximas gerações, acabara exercendo uma pressão na população de insetos que seja predador dessa planta. Por sua vez o inseto que tiver uma habilidade para sobrepor-se a essa defesa será beneficiado, gerando uma nova pressão na população. Os níveis de defesa e de contra-ataque vão continuar a crescer, normalmente indefinidamente. Esse fenômeno é o que caracteriza a corrida armamentista.
Um caso que pode ser citado é de uma membro da família da flores de crisântemos a Chrysanthemum cinerariaefolium, nesse caso a espécie desenvolveu uma espécie de substância denominada de piretrina, que pode ser fatal para alguns tipos de insetos, já que a piretrina ataca o sistema nervoso dos insetos, inibe fêmeas dos mosquitos de morder, além de conseguir intoxicar aves e mamíferos e ainda mais seriamente espécies de peixes.
O mesmo se aplica sistema se aplica aos herbívoros, ou seja, no caso de animais que comem plantas e às plantas que se protegem dos mesmos. Na região das Montanhas Rochosas é notável um caso envolvendo o esquilo-vermelho e uma espécie de ave conhecida como Loxia que competem por sementes dos pinheiros de Pinus contorta. Os esquilos recolhem as pinhas dessas árvores, enquanto os os pássaros conseguem as sementes extraindo-os com seus bicos. Porém um estudo realizado nesse caso notou que em áreas onde os esquilos são os principais predadores das sementes, as árvores desenvolveram defesas mais fortes contra a predação do esquilo e onde as aves são os principais predadores de sementes, as mesmas desenvolveram defesas especificas contra a predação de pássaros.
Nas áreas onde há esquilos, as pinhas tendem a ser mais pesada, com escamas mais finas e possuindo menos sementes tornando mais difícil para os esquilos conseguir alimento. Por outro lado onde existe a presença das aves, mas sem a presença dos esquilos as pinhas são mais leve, no entanto as escamas tendem a ser mais espessa, tornando mais difícil de se conseguir as sementes para as aves.
Em contra partida, em regiões onde as pinhas possuem escamas espessa, as aves apresentam o formato do bico menos curvo em comparação com as mesmas aves em regiões com pinheiros que possuem as pinhas com escamas mais grossas.
Uma presa pode usar como mecanismo de defesa contra seu predador a estratégia de se igualar ao seu ambiente ou desenvolvendo um padrão que altere seu perfil ou que pareça que o mesmo seja um atributo não comestível do ambiente em que se encontra, esse fenômeno é chamado de mimetismo.

## Guilda ou coevolução difusa
Outro tipo de coevolução diferente das que se operassem em par, em que os traços de uma espécie evoluiu em resposta direta aos traços de uma segunda espécie e vice-versa, pode ser a chamada de guilda ou difusa onde o caso apresenta algumas diferenças da coevolução específica. Esse modo evolutivo surge quando a evolução ainda é recíproca, mas está entre um grupo de espécies em vez de especificamente duas. Por exemplo, uma característica em várias espécies de plantas com flores, como oferecer seu néctar no final de um tubo longo, pode se relacionar com uma característica em uma ou várias espécies de insetos polinizadores, como a probóscide longa. Geralmente, as plantas com flores são polinizadas por insetos de diferentes famílias, incluindo abelhas, moscas e besouros, todos os quais formam uma ampla aliança de polinizadores que respondem ao néctar ou ao pólen produzido por flores.

## Coevolução inseto-planta
Os inseto são criaturas guiadas pelos sinais químicos presente em um ambiente, e guiados por determinados sinais se comportam de maneira a criar uma determinado hábito relacionados a esses sinais, já as plantas são um dos responsáveis em emitir sinais químicos para atrair insetos polinizadores ou predadores de espécies que o colocam em risco, e dessa maneira se estabelece a interação inseto-planta.

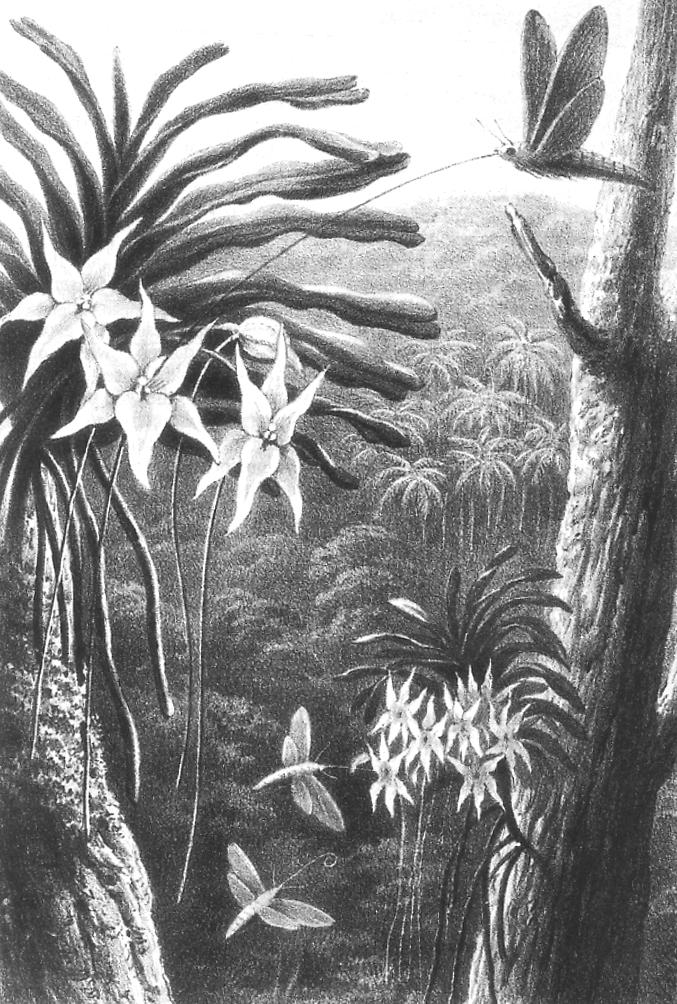
A orquídea Angraecum sesquipedale sendo polinizada pela mariposa esfingídea

A coevolução inseto-planta pode ocorrer principalmente pela dieta, entre insetos fitófagos e as plantas que servem de alimentos para eles, ou pela polinização, entre o inseto polinizador e a planta polinizada por ele.
Plantas e insetos são um caso clássico de coevolução, que por sua vez é quase sempre mutualístico. Essa conclusão se deve da constatação que algumas plantas e seus polinizadores são tão dependentes uns dos outros e seu relacionamento é tão exclusivo que esse fenômeno poderia ser resultado de um processo coevolucionário.
A polinização entomófila iniciou-se com os besouros, todavia estes insetos não evoluíram de forma significativa como polinizadores. Embora possuíssem uma dieta variada, esse fenômeno foi possível pelo olfato bem desenvolvido dos mesmos, que eram atraídos pelas flores que têm forte odor. Por meio disso, os besouros acabavam se alimentando dos óvulos das flores e dos seus grãos de pólen e por consequência, carregavam nas peças bucais, acidentalmente, grãos de pólen até outras flores.
No caso dos insetos fitófagos, ocorre a coevolução entre mecanismos de desintoxicação dos insetos e os inseticidas naturais das plantas. Ao mesmo tempo que a seleção natural favorece o surgimento nas plantas de produtos químicos mais venenosos contra os insetos, também favorece o surgimento de insetos mais resistentes aos venenos das plantas, fazendo com que os insetos resistentes sejam capazes de se alimentarem de plantas que possuem o grupo bioquímico na qual possuem a resistência, aumentando as possibilidades de plantas para se alimentarem. Deste modo, ocorre uma corrida armamentista entre insetos fitófagos e plantas, onde as plantas evoluem para se defenderem dos insetos, potencializando seu veneno, e os insetos evoluem para predarem as plantas, desenvolvendo resistência.
A relação mais intrínseca entre flores e insetos entomófilos ocorre com as vespas, abelhas e moscas, como agente de polinização. Por sua vez, as abelhas formam o grupo mais importante de visitantes florais, por possuírem peças bucais, pelos e outros apêndices com adaptações especiais para a coleta e transporte de néctar. Porem outros exemplos que podem ser destacados e as mariposas e borboletas, que por sua vez, ainda podem desenvolver diferenciações em decorrência ao seu tamanhos (mariposas), eles usam longas probóscides sugadoras, estes insetos geralmente polinizam flores onde o nectário localiza-se na base do longo tubo floral.

### Ave-planta
A relação entre as plantas e aves polinizadoras envolve dois processos: o transporte de pólen entre plantas que é realizado por animais forrageando, promovendo a polinização, e a produção de recursos que atrai polinizadores até as flores, sendo assim as flores que são polinizadas por pássaros possuem mecanismos específicos para a visitação do mesmo.

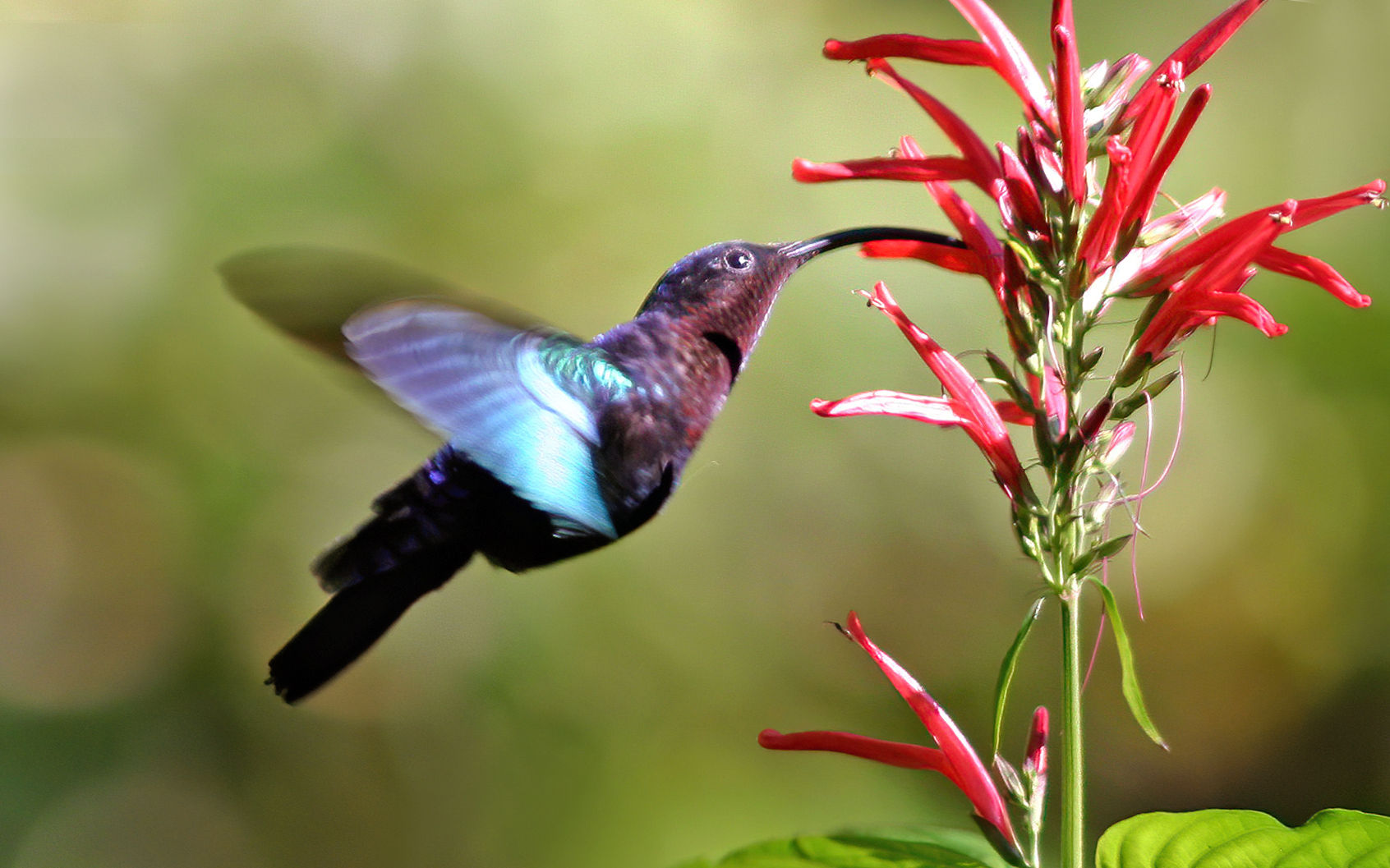
Beija-flor se alimentando e polinizando uma flor

Nesse meio podemos destacar a relação entre as flores ornitófilas e os beija-flores, que por meio de uma associação mutualista atua como importante agente polinizador. A ornitofilia possui suas principais características como as flores com tonalidade vermelha, tubulares, alta produção de néctar com concentração de açúcares mediana de uma maneira intimamente ligada as necessidades dos beija-flores, de forma que contribui para a alta eficiência da polinização.
As flores convergiram para aproveitar aves semelhantes. Flores competem por polinizadores, e as adaptações reduzem os efeitos desfavoráveis desta competição. O fato de que os pássaros podem voar durante o tempo incerto faz deles polinizadores mais eficientes onde as abelhas e outros insetos ficariam inativos, a ornitofilia pode ter surgido por este motivo, onde em ambientes isolados com baixa colonização de insetos ou áreas com plantas que florescem no inverno as aves se tornavam mais eficientes.
 As flores polinizadas com pássaros geralmente têm maiores volumes de néctar e maior produção de açúcar do que as polinizadas por insetos. Isso cumpre os requisitos de alta energia das aves, os determinantes mais importantes da escolha das flores.

## Coevolução parasita-hospedeiro
As mutações correlacionadas entre as duas espécies acontece quando qualquer organismo, parasita ou hospedeiro, desenvolve características para que o outro não o possa acompanhar, e uma vez que cada melhoria em uma espécie levará a uma vantagem seletiva para essa espécie. A variação normalmente continuará a conduzir diferenciações em uma espécie ou outra, isso significara que o aumento de diferenciações em um sistema evolutivo tenderá a diminuir a predisposição em outro sistema e podendo assim eliminar uma espécie de seu habitat, uma vez que as espécies com maior condição populacional média desenvolvera mais chances de sobreviver.

### Parasita de ninhada

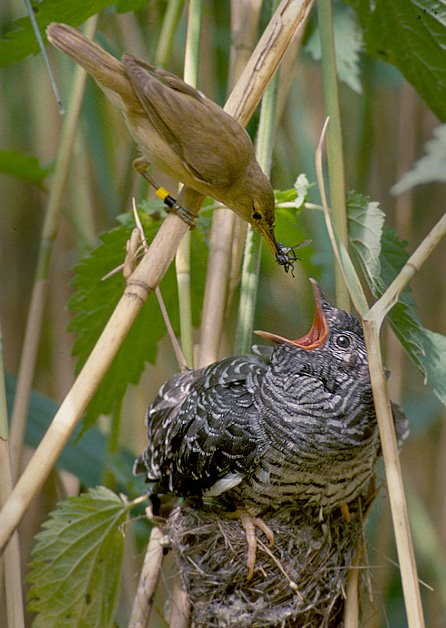
Parasita de ninhada: Rouxinol-pequeno-dos-caniços criando um cuco-canoro.

O parasitismo de ninhada demonstra uma coevolução próxima da relação parasita e hospedeiro, por exemplo, no caso do cuco-canoro. Nesse caso, esses pássaros não fazem seus próprios ninhos, mas colocam seus ovos em ninhos de outras espécies, expulsando ou matando os ovos e jovens do hospedeiro e, portanto, têm um forte impacto negativo sobre a condição reprodutiva do hospedeiro. Seus ovos são camuflados como ovos de seus hospedeiros, o que implica que os hospedeiros não conseguem distinguir seus próprios ovos daqueles de intrusos, demonstrando o efeito da corrida armamentista evolutiva onde o cuco aperfeiçoa a camuflagem de seus ovos e os hospedeiros a habilidade de reconhecimento.
A grande maioria de parasitas de ninhadas se aproveitam de espécies que não possuam uma discrepância de tamanho em relação a elas mesmo, isso se deve ao fato de que se os filhotes que estão em um ninho diferente com uma espécie menor tem uma taxa de sobrevivência maior, já que ao competirem com os outros filhotes conseguem se alimentar com mais facilidade e se desenvolvem melhor, e por isso a probabilidade de sucesso é maior.

## Corrida armamentista
Na corrida armamentista coevolutiva ocorre uma pressão de seleção tanto na presa quanto no predador. O predador evolui para pegar a presa e mutuamente a presa evolui para escapar do predador. Essa corrida armamentista pode ser observada nos mamíferos do Cenozoico onde o tamanho dos cérebros dos predadores e das presas aumentaram relativamente ao longo do tempo. Enquanto o tamanho do cérebro dos predadores cresciam para ficarem mais inteligentes para capturarem as presas, o tamanho do cérebro das presas também ficava maior para ficarem mais inteligentes e conseguirem escapar dos predadores. Esse processo é chamado de coevolução em escalada, onde as adaptações dos predadores são neutralizadas pelas adaptações das presas, não ocorrendo nenhum avanço. Com isso, os predadores atuais não são melhores em capturar suas presas  que os predadores ancestrais. Diferente do que ocorre no processo evolutivo, onde a evolução gera organismos mais bem adaptados que os outros.

## Rainha Vermelha
De acordo com Leigh Van Valen a evolução não é progressiva, pois as curvas de sobrevivência taxonômicas em escala logarítmica são lineares. Também mostrou que a macroevolução é moldada por um modo de coevolução chamado rainha vermelha. A coevolução em escalada é um exemplo de coevolução desse fenômeno. Essa log-linearidade mostrou que a probabilidade de uma espécie ser extinta independe de há quanto tempo ela existe.
Na coevolução rainha vermelha, o nível de adaptação de uma espécie que está competindo com outra não muda, pois enquanto uma espécie investe em armamentos, a outra investe em defesa, mantendo sempre uma competição estável. Assim as espécies se mantém em equilíbrio Rainha Vermelha, sempre que possível evoluem para alcançar um melhoramento adaptativo.
Essa hipótese Rainha Vermelha é devido à rainha vermelha em Alice através do espelho do livro de Lewis Carrol: "aqui, veja você, é preciso correr tanto quanto se consegue para ficar no mesmo lugar". Na coevolução rainha vermelha, as espécies sofrem pressão seletiva para que seja capaz de enfrentar as espécies competidoras, melhorando em uma taxa constante.